# Praksitelov Hermes
Hermes z malim Dionizom, znan tudi kot Praksitelov Hermes  ali Hermes iz Olimpije, je antični grški kip Hermesa in dojenčka Dioniza, ki so ga odkrili leta 1877 v ruševinah Herinega templja v Olimpiji v Grčiji. Razstavljen je v Arheološkem muzeju v Olimpiji.
Pripisujejo ga Praksitelu in datira v pozno klasično zgodnje helenistično obdobje okoli 340 pr. n. št., kar temelji na zapisu grškega popotnika Pavzanija iz 2. stoletja, in je pomembno prispeval k opredelitvi Praksitelovega sloga. Umetnostni zgodovinarji še vedno ostro razpravljajo o njem.
Malo verjetno je, da je to eno od Praksitelovih slavnih del, saj niso bile najdene nobene antične replike. Listinski dokazi povezujejo delo s Praksitelom le zaradi kratke omembe popotnika Pavzanija.

## Odkritje
Leta 1874 je grška država podpisala sporazum z Nemčijo za arheološko raziskovanje mesta Olimpija,  ki ga je najprej izkopavala francoska odprava Moreja leta 1829. Nemška izkopavanja v letu 1875 je vodil Ernst Curtius. 8. maja 1877 so v Herinem templju odkrili telo (glavo, trup, noge, levo roko) kipa mladeniča, ki se naslanja na deblo, pokrito s plaščem. Varovala ga je debela plast gline in je bil  izjemno dobro ohranjen.
Še šest posameznih ostankov kipa so odkrili posebej in ga sestavili, kot je danes prikazan. Hermesu manjkajo desna podlaket, dva prsta leve roke, obe podlahti pod komolcem, levo stopalo in penis, medtem ko Dionizu manjkajo roke (razen desne roke na Hermesovi rami) in konec desne noge. Velik del debla in podnožje sta tudi izgubljena. Ohranjena je antična baza, izdelana iz sivega bloka apnenca med dvema blokoma marmorja.

## Tehnični opis
Kip je izklesan iz bloka paroškega marmorja najboljše kakovosti. Hermes meri 2,10/2,12 m, 3,70 m z bazo. Desno stopalo Hermesa je sestavni del odseka baze, ki ima nekaj prilagoditev v antiki.
Obraz in trup Hermesa sta presenetljivo visoko polirana, bleščeče površine, in ju je John Boardman na pol v šali pripisal generaciji tempeljskih delavcev.  Zadaj, nasprotno, se kažejo znamenja drgnjenja in dleta, preostali del kipa ni povsem dokončan.
Ob njegovem odkritju so bili v laseh rahli sledovi cinabarita , oblika živosrebrnega sulfata z rdečo barvo, morda priprava na pozlato.  Cinabaritni odtenki s sledovi pozlate so se obdržali na trakovih sandal izvirnega stopala. Na sandalah je  tudi motiv Heraklejevega vozla, ki je bil najverjetneje pobarvan.